# St. Margaretha (Rügland)

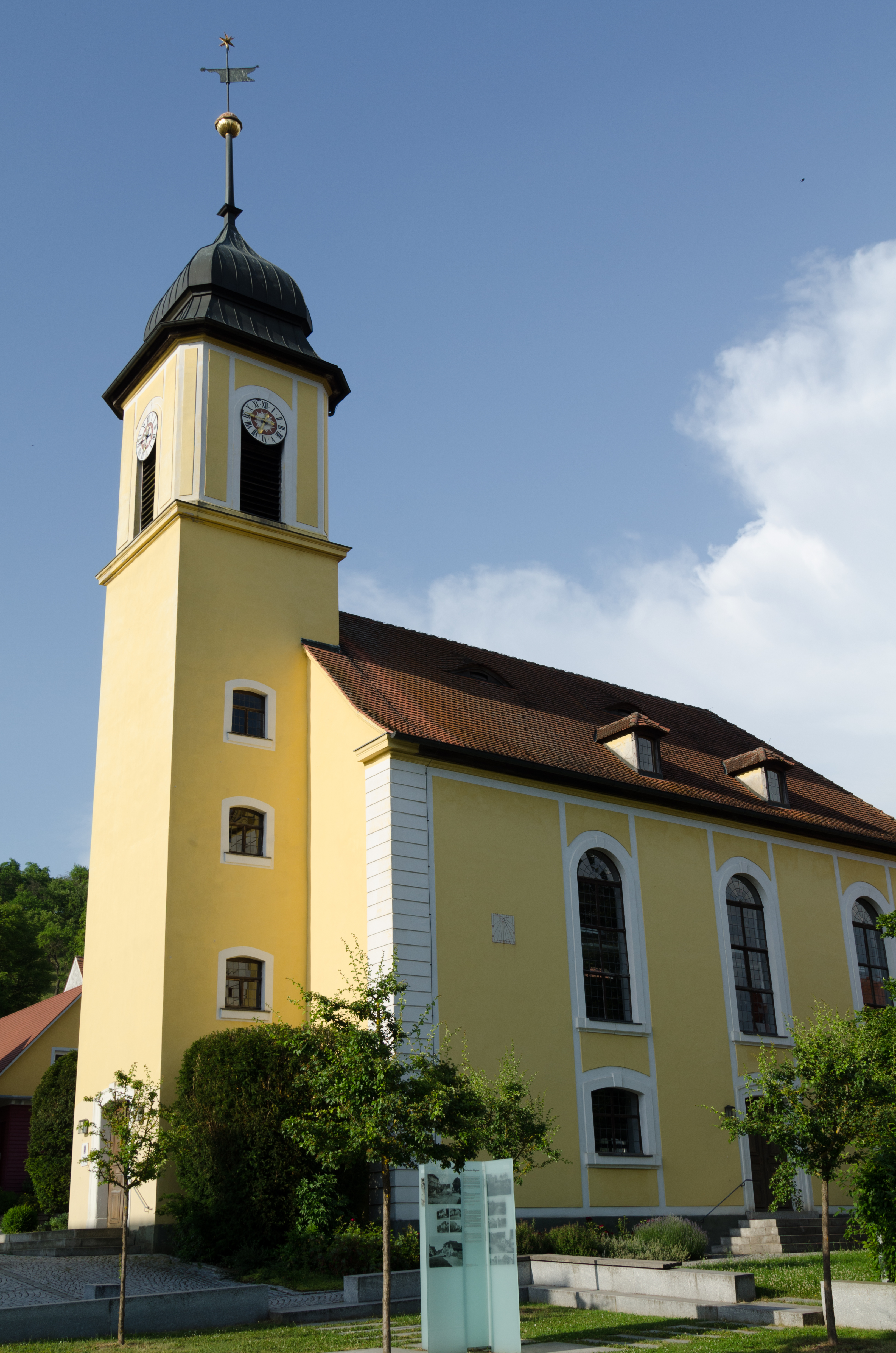
St. Margaretha, Südseite

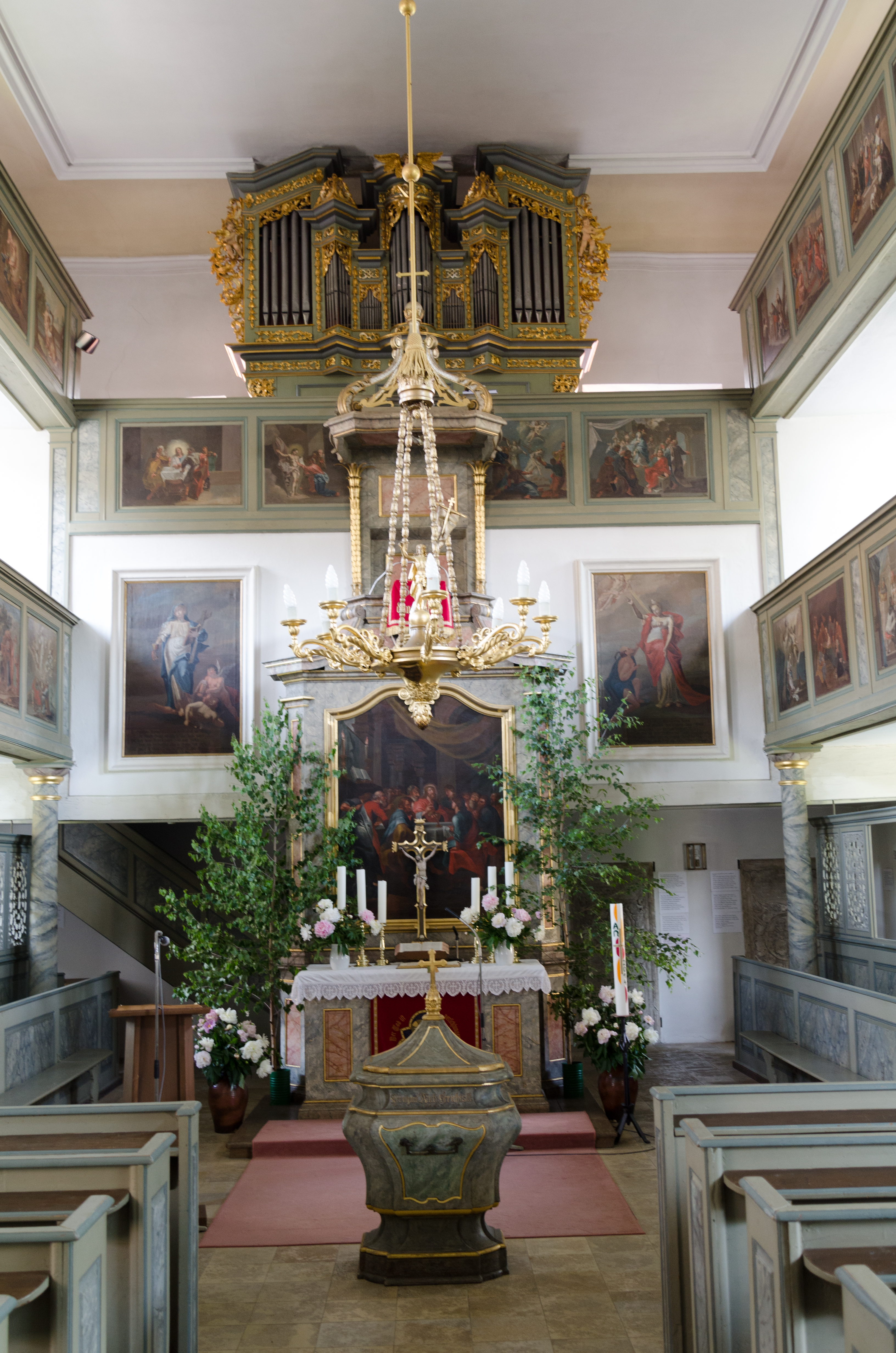
Innenansicht mit Blick nach Osten

St. Margaretha ist eine nach der heiligen Margareta von Antiochia benannte evangelisch-lutherische Kirche in Rügland (Dekanat Ansbach).

## Kirchengemeinde
Ob St. Margaretha eine Filiale von St. Laurentius (Flachslanden) ist, kann nicht eindeutig nachgewiesen werden. Das Patronat übten ursprünglich die Herren von Vestenberg aus. Für das Jahr 1426 ist bezeugt, dass für St. Margaretha eine ewige Messe durch Craft von Vestenberg zu Rügland gestiftet wurde. Finanziert wurde diese durch Zehnten, Gülten und Hintersassen in Oberschlauersbach, Lentersdorf und Buch. 1427 stattete ebenderselbe die Kapelle St. Kilian und Klara (Andorf) mit den Abgaben von Gütern in Andorf, Frickendorf, Stockheim und Unternbibert aus. St. Kilian und Klara war eigentlich eine Filiale von St. Bartholomäus (Unternbibert), der Prediger wurde jedoch von den jeweiligen Rügländer Schlossherren gestellt. Erst nach dem Dreißigjährigen Krieg wurde St. Kilian und Klara von dem Prediger aus Unternbibert versorgt.
1550 wurde die Reformation eingeführt, St. Margaretha blieb aber dekanatsfrei. Von 1584 bis 1984 übten die Herren von Crailsheim zu Rügland das Patronat aus. Die Kirchenhoheit hatte seit dem 7. Juli 1796 das Fürstentum Brandenburg-Ansbach inne. Seitdem gehörte die Pfarrei zum Dekanat Leutershausen.
Um 1800 gehörten zur Pfarrei die Orte Lindach, Pilsmühle, Rosenberg und Rügland. Seit 1810 gehört St. Margaretha zum Dekanat Ansbach. 1827 wurde Haasgang von St. Jakob (Weihenzell) nach St. Margaretha umgepfarrt, 1839 der Ebenhof von St. Laurentius (Flachslanden). Nach 1840, jedoch vor 1861 kam noch Ruppersdorf ebenfalls von St. Laurentius nach Rügland.
Seit 1980 wird die Pfarrei St. Bartholomäus (Unternbibert) vom Rügländer Pfarrer mitversorgt.

## Kirchengebäude
Die heutige Kirche wurde 1754 vom Maurermeister Jakob Wallgreuth aus Ansbach im Markgrafenstil errichtet. Von den Vorgängerbauten (12. Jahrhundert und 1486/87) ist nichts erhalten geblieben. Lediglich acht Epitaphien des 15./16. Jahrhunderts wurden übernommen.
Der Turm im Westen hat einen quadratischen Grundriss. Durch ein Stichbogenportal im Westen betritt man die Eingangshalle. An der Südseite sind drei Stichbogenfenster übereinander angeordnet. Das Glockengeschoss hat abgeschrägte Ecken, weist Putzfeldergliederung auf und hat zu allen Seiten rundbogige Schallöffnungen mit Ziffernblatt. Abgeschlossen wird der Turm durch eine welsche Haube. Das Langhaus weist ebenfalls Putzfeldergliederung auf und rustizierte Ecklisenen. Er hat an der Nord- und Südseite auf drei Achsen hohe Rundbogen- und darunter Stichbogenfenster bzw. in der Mitte -portale. An der Ostseite gibt es zwei Rechteckfenster. Er hat ein Satteldach, das gegen Osten abgewalmt ist, zwei Achsen mit Walmgauben an der Nord- und Südseite und zwei Fledermausgauben an der Südseite. Am Osten schließt sich ein Anbau mit Walmdach an.
Der einschiffige Saal schließt mit einer Decke flach ab. Eine Doppelempore, die auf toskanischen Säulen ruht, ist an der West-, Nord- und Südseite eingezogen. An der Ostseite gibt es eine Orgelempore. An den Emporenbrüstungen sind 44 Darstellungen aus dem Leben Christi angebracht. Die Herrschaftsempore befindet sich an der Westseite. Der Kanzelaltar befindet sich an der Ostseite, davor der Taufstein, links und rechts davon sind Sitzgelegenheiten für die Herrschaften. Die gesamte Inneneinrichtung stammt aus dem Jahr des Kirchenneubaus.
1954 und 1987 wurde die Kirche renoviert.